# Jerzy Kazimierz Ancuta
Jerzy Kazimierz Ancuta herbu własnego (ur. 1683, zm. 16 maja 1737 roku) – biskup antypatreński i biskup sufragan wileński w 1723 roku, duchowny referendarz wielki litewski w 1715 roku, kanonik wileński w latach 1708-1724, kantor wileński w 1724 roku, scholastyk wileński w 1728 roku, archidiakon w 1731 roku.
Młodszy brat Macieja Józefa. W latach 1704–1705 przebywał w seminarium księży misjonarzy w Warszawie. Doktorat z prawa uzyskał na uniwersytecie Sapienza w Rzymie. Po trzech latach starań 27 września 1708 został mianowany kanonikiem wieleńskim. W 1712 administrował dobrami Seminarium Duchownego. 20 lutego 1714 został prepozytem kaplicy św. Kazimierza. W 1717 na synodzie diecezjalnym mianowany sędzią synodalnym i egzaminatorem. W 1718 r. na jego wniosek sejm usunął ze swego składu innowierców i zakazał na przyszłość wybierania niekatolików. Od 27 września 1723 biskup tytularny Antipatris w Palaestina Prima. W 1728 wydelegowany na sejm wraz z biskupem Bogusławem Gosiewskim dal obrony praw kościoła i duchowieństwa. 
Członek konfederacji generalnej Wielkiego Księstwa Litewskiego w 1734 roku.
Pochowany w katedrze wileńskiej.